# Endlichkeitssatz von Ahlfors
In der Mathematik beschreibt der Endlichkeitssatz von Ahlfors die geometrisch endlichen Enden hyperbolischer 3-Mannigfaltigkeiten.

## Endlichkeitssatz von Ahlfors
Sei {\displaystyle \Gamma } eine endlich erzeugte Kleinsche Gruppe und {\displaystyle \Omega \subset \partial _{\infty }\mathbb {H} ^{3}} ihr Diskontinuitätsbereich. 
Dann hat {\displaystyle \Gamma \backslash \Omega } endlich viele Zusammenhangskomponenten und jede dieser Zusammenhangskomponenten ist eine kompakte Riemannsche Fläche mit endlich vielen Punktierungen.

## Quantitative Version
Die folgenden beiden Ungleichungen gehen auf Bers zurück.
Sei {\displaystyle \Gamma } eine nicht-elementare Kleinsche Gruppe mit {\displaystyle N} Erzeugern, dann ist
{\displaystyle Area(\Gamma \backslash \Omega )\leq 4\pi (N-1)}
mit Gleichheit nur für Schottky-Gruppen. 
Für jede {\displaystyle \Gamma }-invariante Zusammenhangskomponente {\displaystyle \Omega _{1}} gilt
{\displaystyle Area(\Gamma \backslash \Omega )\leq 2Area(\Gamma \backslash \Omega _{1})}
mit Gleichheit nur für Fuchssche Gruppen erster Art.

## Höhere Dimension
Für endlich erzeugte, diskrete Untergruppen von {\displaystyle Isom(\mathbb {H} ^{n}),n\geq 4}, gilt im Allgemeinen kein Endlichkeitssatz. Gegenbeispiele wurden 1991 von Kapovich und Potyagailo angegeben.

## Geschichte
Der Satz wurde 1964 von Ahlfors bewiesen und der Beweis 1967 von Greenberg vervollständigt. Laut Ahlfors hatte Bers zuvor bereits den analogen Satz für Fuchssche Gruppen bewiesen. Einen einfacheren Beweis gab später Dennis Sullivan, wobei er Analogien zur Iteration rationaler Funktionen ausnutzte.